# Cantó de Le Havre-2
El cantó de Le Havre-2 és un cantó francès del departament del Sena Marítim, situat al districte de Le Havre. Compta amb part del municipi de Le Havre.

## Municipis
- Le Havre

## Història
| Data d'elecció                           | Identitat          | Partit | Qualitat |
| ---------------------------------------- | ------------------ | ------ | -------- |
| 1945-1958                                | René Cance         | PCF    |          |
| 1958-1976                                | André Duroméa      | PCF    |          |
| 1976-2001                                | Maryvonne Rioual   | PCF    |          |
| 2001-                                    | Jean-Louis Jégaden | PCF    |          |
| les dades anteriors no són pas conegudes |                    |        |          |
|                                          |                    |        |          |